# Prva Liga 1928
In Prva Liga 1928 werd het zesde seizoen gespeeld van de Prva Liga, de hoogste voetbalklasse van Joegoslavië. Het werd een competitie met 6 teams. Građanski Zagreb won het voor derde keer.

## Stand
| Pos | Team           | Wed | W | G | V | Ptn | DV | DT | DR    | Kwalificatie                      |
| --- | -------------- | --- | - | - | - | --- | -- | -- | ----- | --------------------------------- |
| 1   | Građanski      | 5   | 4 | 1 | 0 | 9   | 12 | 3  | 4,000 | Qualification for Mitropacup 1928 |
| 2   | Hajduk Split   | 5   | 2 | 2 | 1 | 6   | 13 | 7  | 1,857 |                                   |
| 3   | BSK            | 5   | 3 | 0 | 2 | 6   | 12 | 15 | 0,800 | Qualification for Mitropacup 1928 |
| 4   | SAŠK           | 5   | 2 | 1 | 2 | 5   | 10 | 7  | 1,429 |                                   |
| 5   | HAŠK           | 5   | 1 | 0 | 4 | 2   | 10 | 16 | 0,625 |                                   |
| 6   | SK Jugoslavija | 5   | 0 | 2 | 3 | 2   | 5  | 14 | 0,357 |                                   |

1. 1 2  Het is onduidelijk waarom Hajduk Split boven BSK Beograd stond, aangezien uit de resultaten blijkt dat BSK meer overwinningen had dan Hajduk, hoewel ze nog steeds gelijk stonden. Een argument is dat het doelsaldo bepaalde dat het doelsaldo echter alleen in aanmerking moet worden genomen als de twee teams gelijk zijn in overwinningen, gelijkspel en verlies.
2. ↑  Politika meldde dat SAŠK in de tweede ronde geschorst was omdat hij de wedstrijd in de 8e minuut van de tweede helft had afgebroken toen hij tegen BSK speelde. Daarom werden ze 3 maanden geschorst, maar mochten ze de drie resterende wedstrijden spelen omdat geen van hen invloed zou hebben op de titel.

## Restultaten
| Thuis \ Uit      | BSK | GRA | HAJ | HŠK | JUG | SAŠ |
| ---------------- | --- | --- | --- | --- | --- | --- |
| BSK Belgrade     |     | 1–2 |     | 4–3 | 4–1 |     |
| Građanski Zagreb |     |     | 2–0 | 4–3 | 1–1 |     |
| Hajduk Split     | 7–0 |     |     | 2–1 | 2–2 | 2–2 |
| HAŠK             |     |     |     |     |     | 1–3 |
| SK Jugoslavija   |     |     |     | 0–1 |     |     |
| SAŠK Sarajevo    | 2–3 | 0–1 |     |     | 6–1 |     |

## Topscores
- 8 Doelpunten : Ljubo Benčić (Hajduk Split)
- 5 Doelpunten : Branko Zinaja (HAŠK)
- 3 Doelpunten : Dragutin Babić, Slavin Cindrić (Građanski Zagreb), Kuzman Sotirović, Milorad Dragičević (BSK Belgrade)

1923 · 1924 · 1925 · 1926 · 1927 · 1928 · 1929 · 1930 ·  1931 · 1932 · 1933 · 1934/35 · 1935/36 ·  1936/37 · 1937/38 · 1938/39 · 1939/40 · 1940/41 ·  1941/42 · 1942/43 · 1943/44 · 1944/45 · 1945 · 1946/47 · 1947/48 · 1948/49 ·  1950 · 1951 · 1952 ·  1952/53 · 1953/54 · 1954/55 · 1955/56 · 1956/57 · 1957/58 · 1958/59 · 1959/60 · 1960/61 · 1961/62 · 1962/63 · 1963/64 · 1964/65 · 1965/66 · 1966/67 · 1967/68 · 1968/69 · 1969/70 · 1970/71 · 1971/72 · 1972/73 · 1973/74 · 1974/75 · 1975/76 · 1976/77 · 1977/78 · 1978/79 · 1979/80 · 1980/81 · 1981/82 · 1982/83 · 1983/84 · 1984/85 · 1985/86 · 1986/87 · 1987/88 · 1988/89 · 1989/90 · 1990/91 · 1991/92